# The Lucky Horseshoe (film 1911)
The Lucky Horseshoe è un cortometraggio muto del 1911 diretto da Mack Sennett.

## Trama
Un irascibile padrone di casa, mentre si reca a riscuotere gli affitti, raccoglie un ferro di cavallo che gli fa del tutto cambiare umore. Convinto che l'oggetto gli porti fortuna, soprattutto dopo aver trovato un bellissimo anello, l'uomo diventa improvvisamente generoso e non bada più al denaro che dilapida allegramente. Per scoprire però ben presto che il prezioso anello di diamanti non vale  che pochi centesimi.

## Produzione
Prodotto dalla Biograph Company.

## Distribuzione
Distribuito dalla General Film Company, il film - un cortometraggio di 105,3 metri - uscì nelle sale cinematografiche statunitensi l'11 settembre 1911. Nelle proiezioni, veniva programmato con il sistema dello split reel, accorpato in un'unica bobina con un altro cortometraggio prodotto dalla Biograph, la commedia The Village Hero.
Non si conoscono copie ancora esistenti della pellicola che viene considerata presumibilmente perduta.